# Han Jiaqi
Han Jiaqi (en chino tradicional: 韓佳奇; en chino simplificado: 韩佳奇; pinyin: Hán Jiāqí; Pekín, 3 de julio de 1999) es un futbolista chino que juega en la demarcación de portero para el Beijing Guoan FC de la Superliga de China.

## Selección nacional
Hizo su debut con la selección absoluta de China el 20 de julio de 2022 contra Corea del Sur en un partido del Campeonato de Fútbol de Asia Oriental de 2022 que finalizó con un resultado de 0-3 a favor del combinado surcoreano tras los goles de Cho Gue-sung, Kwon Chang-hoon y un autogol de Zhu Chenjie.

## Clubes
| Club              | País  | Año       | Partidos | Goles |
| ----------------- | ----- | --------- | -------- | ----- |
| Guangzhou City FC | China | 2019-2022 | 70       | 0     |
| Beijing Guoan FC  | China | 2023-     | 43       | 0     |